# 宾西东站
宾西东站位于中华人民共和国黑龙江省哈尔滨市宾县，是哈佳铁路上的一座车站，现为越行站，不办理客运业务。